# Голем-Габер
Голем-Габер (мак. Голем Габер) — село в Північній Македонії, яке входить до складу общини Карбинці, що в Східному регіоні країни.
Громада складається з 32 осіб (перепис 2002): за національністю — всі македонці. Село розкинулося в низинній місцевості (середні висоти — 599 метрів), яку македонці називають Овче поле.